# Radošovice (ort i Tjeckien, Södra Böhmen, lat 49,02, long 14,27)
Radošovice är en ort i Tjeckien.   Den ligger i regionen Södra Böhmen, i den sydvästra delen av landet, 120 km söder om huvudstaden Prag. Radošovice ligger 433 meter över havet och antalet invånare är 171.
Terrängen runt Radošovice är platt åt nordost, men åt sydväst är den kuperad.Runt Radošovice är det ganska glesbefolkat, med 42 invånare per kvadratkilometer. Närmaste större samhälle är České Budějovice, 15,5 km öster om Radošovice. I omgivningarna runt Radošovice växer i huvudsak blandskog.